# Jaltomata diversa
Jaltomata diversa är en potatisväxtart som först beskrevs av J.F. Macbr, och fick sitt nu gällande namn av T. Mione. Jaltomata diversa ingår i släktet jaltomator, och familjen potatisväxter. Inga underarter finns listade i Catalogue of Life.